# Roupov
Roupov (en allemand : Ruppau) est une commune du district de Plzeň-Sud, dans la région de Plzeň, en République tchèque. Sa population s'élevait à 283 habitants en 2022.

## Géographie
Roupov se trouve à 8 km au sud-ouest de Přeštice, à 24 km au sud-sud-ouest de Plzeň et à 105 km au sud-ouest de Prague.
La commune est limitée par Soběkury au nord, par Lužany à l'est, par Vřeskovice et Biřkov au sud, et par Bolkov et Otěšiceà l'ouest.

## Histoire
La première mention écrite de la localité date de 1250.

## Galerie

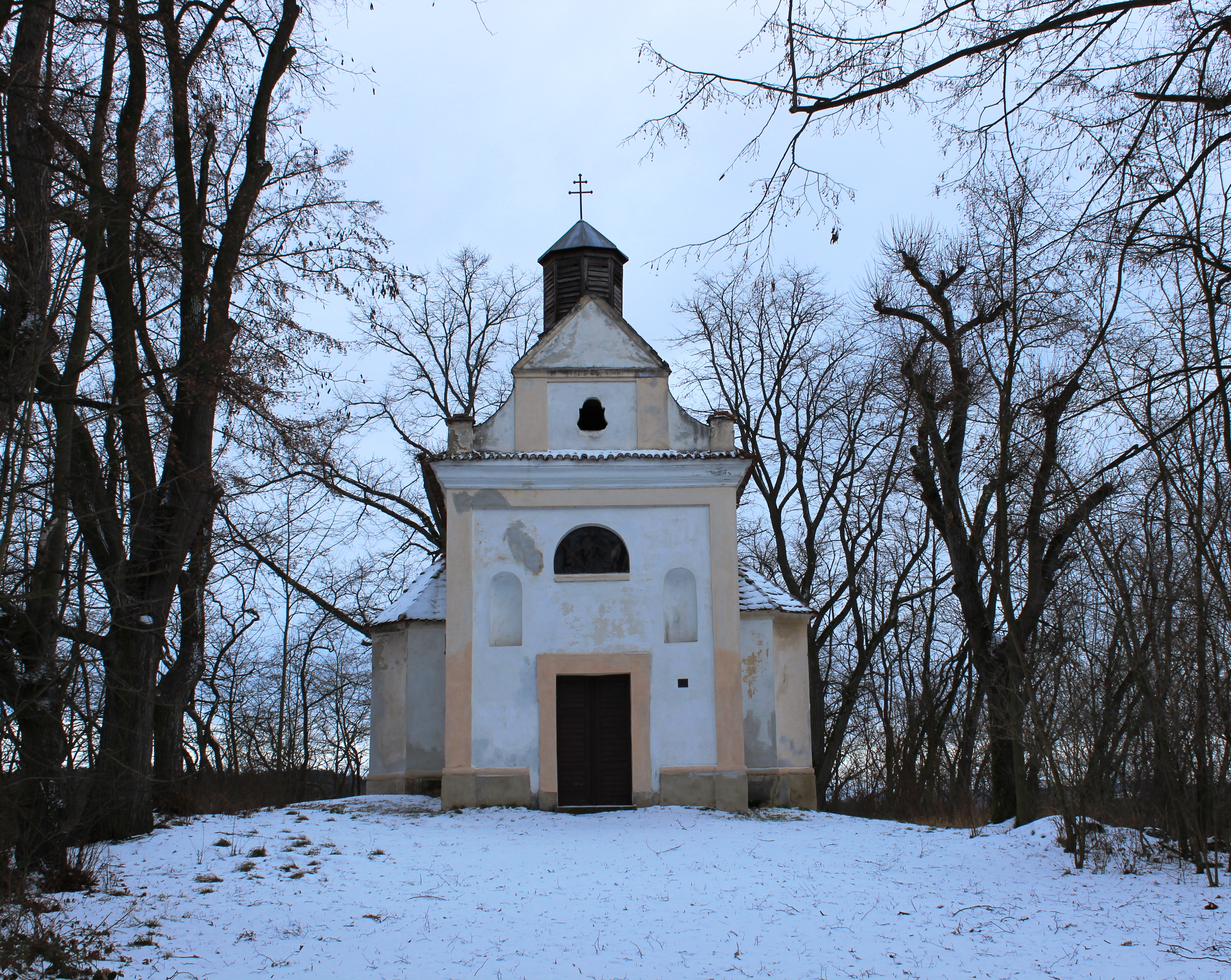
Chapelle Sainte-Anne.
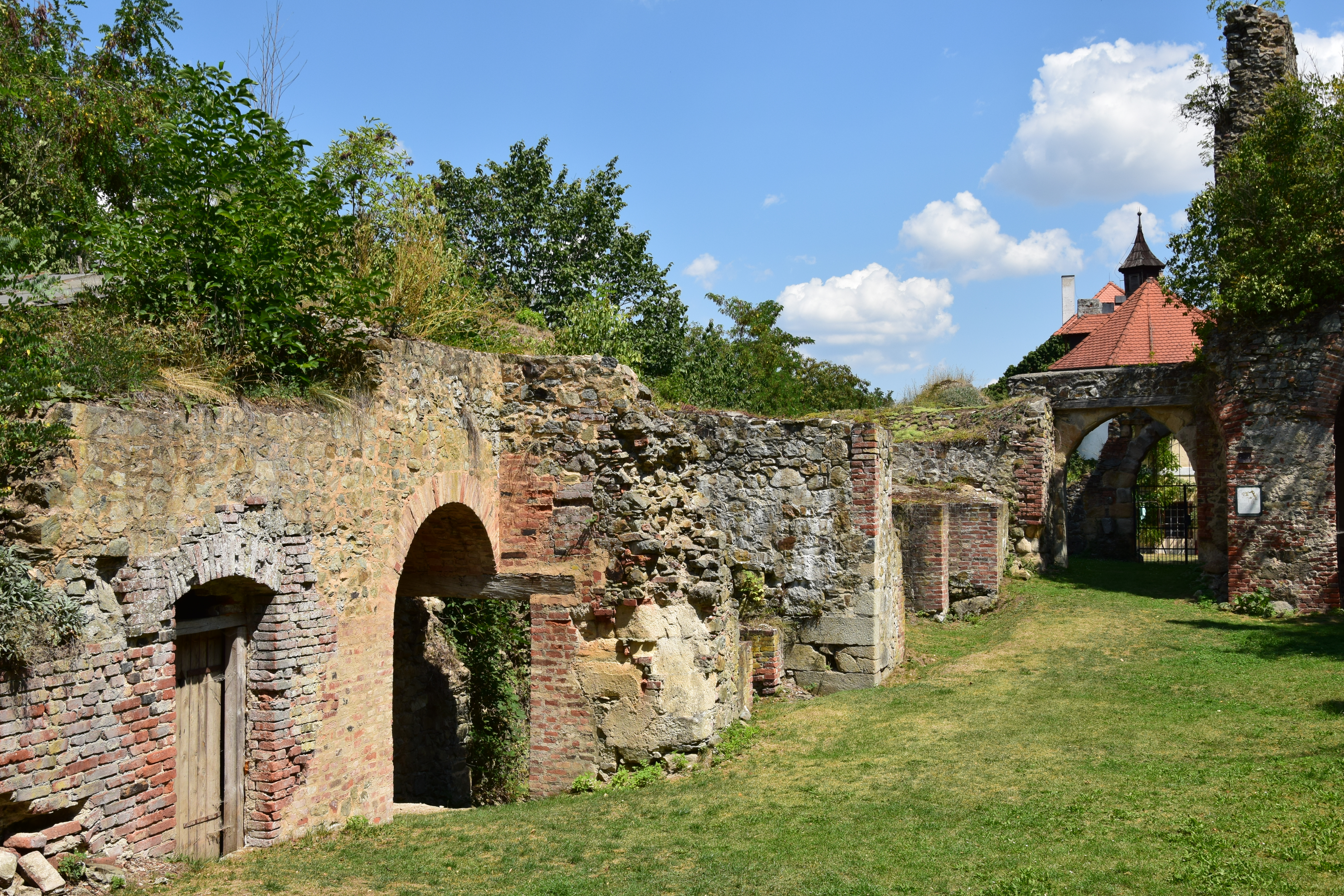
Ruines du château de Roupov.

## Transports
Par la route, Roupov se trouve à 7 km de Přeštice, à 29 km de Plzeň et à 117 km de Prague. 